# チヴィタクアーナ
チヴィタクアーナ（イタリア語: Civitaquana）は、イタリア共和国アブルッツォ州ペスカーラ県にある、人口約1,200人の基礎自治体（コムーネ）。

## 地理

### 位置・広がり

#### 隣接コムーネ
隣接するコムーネは以下の通り。
- ブリットリ
- カティニャーノ
- チヴィテッラ・カザノーヴァ
- クーニョリ
- ロレート・アプルティーノ
- ピエトラーニコ
- ヴィーコリ